# Csákiné Michéli Erika
Csákiné Michéli Erika (Szekszárd, 1959. december 5. –) magyar agrármérnök, egyetemi tanár, a Magyar Tudományos Akadémia rendes tagja. A mezőgazdasági tudományok kandidátusa (1992), a Magyar Tudományos Akadémia doktora (2004). A Magyar Tudományos Akadémia Agrártudományok Osztályának doktor képviselője, a Magyar Tudományos Akadémia Tudományetikai Bizottsága tagja. A Nemzetközi Talajtani Unió vezetőségi tagja. Az Agrokémia és Talajtan és a Geoderma Regional folyóiratok szerkesztőbizottsági tagja.

## Életpályája
1978-ban egy pécsi borászati intézetben dolgozott. 1984-ben diplomázott a Gödöllői Agrártudományi Egyetemen. Tanulmányai után 1988-ig ösztöndíjas volt a főiskolán, majd 1992-ig adjunktus, majd egyetemi docens, végül 1995–2004 között oktató volt. 1991-től a Magyarországi Talajvédelmi Alapítvány kuratóriumának tagja. 1992-ben PhD. fokozaot szerzett. 1994-ben és 2001-ben az USA-ban is tanított. 1999-ben habilitált. 2001-ben vendégprofesszor volt a Purdue Egyetemen. 2003–2005 között vendégprofesszor volt Olaszországban. 2004 óta a Magyar Tudományos Akadémia doktora. 2004-ben egyetemi tanári kinevezést kapott. 2004–2016 között a Magyar Talajtani Társaság elnöke volt. 2007-től a Szent István Egyetem Talajtani és Agrokémiai majd Talajtani Tanszék tanszékvezetője. 2009–2013 között a Szent István Egyetem Környezetttudományi Intézetének igazgatója volt. 2011 óta a Szent István Egyetem szenátusának tagja. 2011–2013 között a Szent István Egyetem külkapcsolati rektorhelyettese volt. 2014-től az Eötvös Loránd Tudományegyetem Természettudományi Kar címzetes egyetemi tanára.  2014 óta a Környezettudományi Doktori Iskola vezetője. 2017-től a MATE Környezettudományi Intézetének igazgatója. 2019-ben a Magyar Tudományos Akadémia levelező, 2025-ben rendes tagjává választották.
Beszél angolul, németül, oroszul és olaszul.

## Művei
- Soil carbon and nitrogen accumulation with long-term no-till versus moldboard plowing overestimated with tilled-zone sampling depths (2007)
- Other Systems of Soil Classification (2011)
- Creating a novel comprehensive soil classification system by sequentially adding taxa from existing systems (2017)

## Díjai
- Széchenyi professzor ösztöndíj (1998)
- Gamma Sigma Delta – The Honor Society of Agriculture, USA (2001)
- Szent István Egyetem aranyérme (2010)
- Doby Géza-díj (2013)
- Treitz Péter-emlékérem (Magyar Talajtani Társaság) (2016)[2]
- Grassalkovich-díj (Szent István Egyetem) (2017)
- Nagyváthy János-díj (2018)
- Brazil Talajtani Társaság Elnöki Medál (2018)
- Stefanovits Pál-emlékdíj (Magyar Talajtani Társaság) (2021)[3]